# Рахман, Абдул
 Абдул Рахман  (перс. ‎ عبدالرحمن, Кабул, Афганистан, 1965 г.) — афганский гражданин, арестованный афганскими властями в феврале 2006 года, которому угрожала смертная казнь за обращение в католицизм. Дело Абдула Рахмана вызвало широкий международный резонанс. Под сильным давлением иностранных правительств и международных правозащитных организаций афганский суд 26 марта 2006 года, сославшись на «следственные пробелы», был вынужден вернуть дело Абдула Рахмана в прокуратуру.
Абдул Рахман был выпущен на свободу 27 марта 2006 года. 29 марта 2006 года Абдул Рахман прибыл в Италию, где итальянское правительство присвоило ему статус беженца.
Международное сообщество повлияло на судебный процесс, указав афганской судебной системе на явное противоречие между Конституцией Афганистана, в которой признаётся ограниченная свобода совести, и шариатским судом, предусматривающим смертную казнь за вероотступничество.
Случай с Абдулом Рахманом привлёк широкое международное внимание к положению прав человека в Афганистане.

## Биография
Абдул Рахман родился в 1965 году в Кабуле в семье этнических таджиков, происходившей из Панджшерского ущелья. С 1990 года он работал в качестве сотрудника в католической благотворительной организации, которая оказывала гуманитарную и медицинскую помощь афганским беженцам в Пешаваре, Пакистан. Через некоторое время он обратился в христианство и был крещён католическим священником, приняв имя Джоэль (Иоиль). В 1993 году он прибыл в Германию, а затем переехал в Бельгию, где безуспешно пытался оформить статус беженца по религиозным мотивам. В 2002 году его депортировали в Афганистан.
Вернувшись на родину, Абдул Рахман узнал, что его жена развелась с ним, а его родители отреклись от него. Абдул Рахман не имел возможности общаться со своими двумя дочерьми. Его не принимали на работу и Абдул Рахман был лишён средств к существованию.

## Арест и суд
В феврале 2006 года члены его семьи сообщили об Абдуле Рахмане в полицию. Он был арестован и при обыске у него обнаружили Библию. После ареста ему не предоставили адвоката. Власти запретили западным СМИ общаться с арестованным. Прокурор ссылался на статью 130 Конституции Афганистана, которая позволяла обвинять подследственного в соответствии с законами шариата и требовал смертной казни.
Судебное заседание началось 16 марта 2006 года и получило широкую огласку в международном сообществе. Суд первой инстанции предложил Абдулу Рахману вернуться в ислам. Абдул Рахман отказался от предложения суда, заявив, что он верит в Иисуса Христа и является христианином.

## Попытки суда избежать смертной казни
Из-за широкой огласки суд не решался открыто приговорить к смертной казни Абдула Рахмана. 22 марта 2006 года представитель афганского посольства в Вашингтоне заявил, что необходима оценка психического состояния Абдула Рахмана. Афганский суд, чтобы изменить обвинение, пытался рассмотреть его обращение в христианство как следствие психической болезни. Чтобы изменить судебное решение, суд также пытался приписать Абдулу Рахману иностранное гражданство.

## Итог судебного процесса
24 марта 2006 года афганские власти сообщили, что в ближайшее время рассмотрят дело Абдула Рахмана. Несмотря на жестокое давление консервативных мусульманских кругов, 25 марта 2006 года специальное заседание афганского правительства решило освободить Абдула Рахмана. 26 марта 2006 года было сделано официальное сообщение о том, что Абдул Рахман был освобождён из заключения 27 марта. 29 марта премьер-министр Италии Сильвио Берлускони объявил, что его кабинет одобрил предоставление Абдулу Рахману политического убежища в Италии. В тот же день Абдул Рахман прибыл в Рим.

## Реакция в Афганистане

### Представители государственных органов власти
- Бывший министр иностранных дел Афганистана Абдулла заявил во время пресс-конференции в США: «Я знаю, что это очень чувствительный вопрос и мы понимаем озабоченность американского народа. Наше посольство получило сотни писем такого рода. Насколько я понимаю, дело в том, что жена зарегистрировала иск против своего мужа. Правительство Афганистана не имеет ничего общего с этим делом. Это … правовые и судебные дела, и я надеюсь, что конституционный процесс даст положительный результат. Каждый раз, когда мы имеем такое дело, это является тревожным знаком. Эти противоречия (между свободой религией и шариатом) не ограничатся одним или двумя случаями»[9][10].

### Реакция мусульман
После возникновения широкой международной реакции на дело Абдула Рахмана мусульманские духовные лидеры Афганистана высказывались против его возможного освобождения. Многие из них выступали в средствах массовой информации, призывая казнить Абдула Рахмана.
- Маулави Хабибулла заявил на многочисленном митинге в Кабуле, что «Афганистан не имеет каких-либо обязательств перед международными законами. Пророк гласит, что отступник должен быть казнён»[11].

- Ахмад Шах Ахмадзай, один из видных моджахедов, лидер и глава «Хизб-и-Иктадар-и-Ислами», бывший и. о. премьер-министра в правительстве Бурхануддина Раббани, сказал, что «независимо от решения суда существует единодушное согласие, что приговор должен быть выполнен. Существует широко распространённое отрицательное мнение против деятельности христианских миссионеров. Эти миссии эксплуатируют бедность афганского народа, и они платят желающим принять христианство»[12].

- Мусульманский религиозный деятель Абдул Рауф заявил, что: «Отказ от ислама обижает Бога. Мы не позволим, чтобы Бог был униженным. Этот человек должен умереть»[13].

## Международная реакция
- США. Государственный секретарь США Кондолиза Райс непосредственно обратилась к президенту Афганистана Хамиду Карзаю для «положительного решения» дела Абдула Рахмана[14].

- Германия. Канцлер Ангела Меркель сказала журналистам, что она получила заверения Хамида Карзая в телефонном разговоре, что Абдул Рахман не будет казнён.

- Евросоюз. Министр иностранных дел Австрии Урсула Плассник заявила: «мы защитим основные права Абдула Рахмана, чтобы защитить и свою жизнь».

- Ватикан. Римский папа Бенедикт XVI призвал Хамида Карзая помиловать Абдула Рахмана и обратился к Президенту Афганистана «уважать права человека, которые Конституция Афганистана гарантирует в своей преамбуле»[15].

В поддержку Абдула Рахмана высказывались представители государственных органов Австралии, Канады, Великобритании, международной правозащитной организации Amnesty International и многочисленные международные общественные организации.